# Eclipse solar de 13 de julho de 2018

Esquema animado mostrando as áreas atingidas pelo eclipse

O eclipse solar de 13 de julho de 2018 foi um eclipse parcial visível na Austrália. É o eclipse número 69 na série Saros 117 e teve magnitude 0,3367.